# Rugby en Argentina en 2020
El rugby en Argentina en 2020 tenía como novedades el debut de los Ceibos en la Superliga Americana y la reducción del Torneo Nacional de Clubes a cuatro equipos. Sin embargo, la actividad local se suspendió por completo en marzo debido a la pandemia de COVID-19 en Argentina.

## Pumas
Los partidos ante rivales europeos de julio y noviembre se cancelaron.

### Torneo de las Tres Naciones
| 14 de noviembre, 19:45h (UTC+11) | Nueva Zelanda | 15 - 25 | Argentina | Bankwest Stadium, Sídney |  |
| |               | Reporte |           |                          |  |
| Inicialmente el partido estaba programado para el 29 de agosto en Hamilton, Nueva Zelanda, pero fue pospuesto por la pandemia de coronavirus. Primer triunfo en la historia de Argentina sobre Nueva Zelanda. |               |         |           |                          |  |

| 21 de noviembre, 19:45h (UTC+11) | Argentina | 15 - 15 | Australia | McDonald Jones Stadium, Newcastle |  |
| |           | Reporte |           |                                   |  |
| Inicialmente el partido estaba programado para el 26 de septiembre en Buenos Aires, Argentina, pero fue pospuesto por la pandemia de coronavirus. |           |         |           |                                   |  |

| 28 de noviembre, 19:45h (UTC+11) | Argentina | 0 - 38  | Nueva Zelanda | McDonald Jones Stadium, Newcastle |  |
| |           | Reporte |               |                                   |  |
| Inicialmente el partido estaba programado para el 19 de septiembre en Mendoza, Argentina, pero fue pospuesto por la pandemia de coronavirus. |           |         |               |                                   |  |

| 5 de diciembre, 19:45h (UTC+11) | Australia | 16 - 16 | Argentina | Bankwest Stadium, Sídney |  |
| |           | Reporte |           |                          |  |
| Inicialmente el partido estaba programado para el 5 de septiembre en Newcastle, Australia, pero fue pospuesto por la pandemia de coronavirus. |           |         |           |                          |  |

- Posición final: Subcampeón.

## Pumas VII

### Masculino

#### Serie Mundial de Rugby 7
- Seven de Dubái: 7.º puesto
- Seven de Sudáfrica: 5.º puesto
- Seven de Nueva Zelanda: 7.º puesto
- Seven de Australia: 8.º puesto
- Seven de Estados Unidos: 9.º puesto
- Seven de Canadá: 14.º puesto
- Seven de Hong Kong: Cancelado
- Seven de Singapur: Cancelado
- Seven de Inglaterra: Cancelado
- Seven de Francia: Cancelado
  - Posición final: 9.º puesto

### Femenino
- Challenger Series 2020: Cancelado
- Seven Sudamericano: 5.º puesto

## Argentina XV
El Americas Rugby Championship se canceló.

### Campeonato Sudamericano
| 17 de octubre, 16:00 | Argentina XV | 25 - 24 | Chile XV | Estadio Charrúa, Montevideo |  |

| 21 de octubre, 17:00 | Argentina XV | 40 - 15 | Brasil XV | Estadio Charrúa, Montevideo |  |

| 25 de octubre, 16:45 | Uruguay XV | 19 - 53 | Argentina XV | Estadio Charrúa, Montevideo |  |

- Posición final: Campeón invicto

## Jaguares

### Preparación
| 17 de enero | Jaguares | 66 - 3 | Georgia XV | Estadio José María Minella, Mar del Plata |  |

| 24 de enero | Jaguares | 66 - 7 | Georgia XV | San Isidro Club, Gran Buenos Aires |  |

### Fase regular
| 1 de febrero | Jaguares | 38 - 8 | Lions | Estadio José Amalfitani, Buenos Aires |  |

| 8 de febrero | Jaguares | 23 - 26 | Hurricanes | Estadio José Amalfitani, Buenos Aires |  |

| 15 de febrero | Jaguares | 43 - 27 | Reds | Estadio José Amalfitani, Buenos Aires |  |

| 22 de febrero | Stormers | 17 - 7 | Jaguares | Estadio Newlands, Ciudad del Cabo |  |

| 29 de febrero | Bulls | 24 - 39 | Jaguares | Estadio Loftus Versfeld, Pretoria |  |

| 7 de marzo | Sharks | 33 - 19 | Jaguares | Estadio Kings Park, Durban |  |

| 14 de marzo | Jaguares | (Cancelado) | Highlanders | Estadio José Amalfitani, Buenos Aires |  |

| 21 de marzo | Jaguares | vs. | Stormers | Estadio José Amalfitani, Buenos Aires |  |

| 4 de abril | Jaguares | vs. | Rebels | Estadio José Amalfitani, Buenos Aires |  |

| 12 de abril | Brumbies | vs. | Jaguares | Estadio Canberra, Canberra |  |

| 18 de abril | Blues | vs. | Jaguares | Okara Park, Whangerei |  |

| 24 de abril | Crusaders | vs. | Jaguares | Esstadio Orangetheory, Christchurch |  |

| 2 de mayo | Sunwolves | vs. | Jaguares | Estadio Nacional, Singapur |  |

| 9 de mayo | Jaguares | vs. | Sharks | Estadio José Amalfitani, Buenos Aires |  |

| 23 de mayo | Jaguares | vs. | Bulls | Estadio José Amalfitani, Buenos Aires |  |

| 30 de mayo | Lions | vs. | Jaguares | Estadio Ellis Park, Johannesburgo |  |

## Ceibos

### Fase regular
| 6 de marzo | Ceibos | 48 - 8 | Olimpia |  |  |

| 14 de marzo | Selknam | 16 - 32 | Ceibos |  |  |

| 27 de marzo | Ceibos | Cancelado | Corinthians |  |  |

| 3 de abril | Peñarol | Cancelado | Ceibos |  |  |

| 17 de abril | Olimpia | Cancelado | Ceibos |  |  |

| 24 de abril | Ceibos | Cancelado | Selknam |  |  |

| 8 de mayo | Corinthians | Cancelado | Ceibos |  |  |

| 15 de mayo | Ceibos | Cancelado | Peñarol |  |  |

## Pumas M20
- Sudamericano Juvenil
- Campeonato Mundial de Rugby Juvenil
- Americas Rugby Championship M20 2020

## Pumas M18
- Sudamericano Juvenil M18